# Vigabatrină
Vigabatrina este un medicament utilizat ca agent antiepileptic. Calea de administrare disponibilă este cea orală. Este un analog structural al GABA.